# 석준 (음악가)
석준(본명: 이석준)은 대한민국의 음악가이다. 첫 EP앨범 Dok을 발매하고 홍대 인디씬 등에서 활동했다. 시적인 가사와 섬세한 어쿠스틱 사운드가 특징으로 한 때 Wind cries mary라는 이름으로 활동했었으며, 음악적 토양은 1960~70년대의 포크와 사이키델릭 음악들에서 찾을 수 있다. 물론 엘리엇 스미스와 너무 많이 닮아 있는 그의 목소리로 인해 그의 음악을 접한 대부분의 사람들이 엘리엇 스미스를 떠올리곤 한다.

## 음반 목록
- 정규/비정규 앨범

|    | 앨범정보           | 수록곡                                                                          |
| -- | ------------------ | ------------------------------------------------------------------------------- |
| EP | 《Dok》(2009.1.13) | 1. 회상 2. 불면증(Acoustic Ver.) 3. 잔향 4. 독 5. It's not a long day 6. 그림자 |

## 관련기사
1. 동아닷컴 칼럼 - 누군가 귀에 대고 나지막이 속삭이는 음악 - O2/김마스타